# El Llano, Jesús María
El Llano är en ort i Mexiko.   Den ligger i kommunen Jesús María och delstaten Aguascalientes, i den centrala delen av landet, 400 km nordväst om huvudstaden Mexico City. El Llano ligger 1 861 meter över havet och antalet invånare är 2 571.
Terrängen runt El Llano är platt åt sydost, men åt nordväst är den kuperad. Runt El Llano är det tätbefolkat, med 459 invånare per kvadratkilometer. Närmaste större samhälle är Aguascalientes, 8,0 km sydost om El Llano. Runt El Llano är det i huvudsak tätbebyggt.